# Luzzu (película)
Luzzu es una película dramática maltesa de 2021 dirigida y escrita por Alex Camilleri. La película está protagonizada por Jesmark Scicluna, Michela Farrugia y David Scicluna.
La película tuvo su estreno mundial en el Festival de Cine de Sundance 2021 el 29 de enero de 2021. Fue seleccionada como la entrada maltesa a la Mejor Película Internacional en los 94.ª edición de los Premios Óscar.

## Sinopsis
Para mantener a su esposa e hijo, un pescador maltés ingresa al mundo de la pesca en el mercado negro.

## Reparto
El elenco incluye:
- Jesmark Scicluna como Jesmark
- Michela Farrugia como Denise
- David Scicluna
- Frida Cauchi
- Uday McLean
- Stephen Buhagiar

## Lanzamiento
La película tiene su estreno mundial en el Festival de Cine de Sundance 2021 el 29 de enero de 2021 en la sección World Cinema Dramatic Competition. Al mes siguiente, Kino Lorber adquirió los derechos de distribución de la película en Estados Unidos, mientras que Peccadillo Pictures adquirió los derechos de distribución en el Reino Unido.

## Recepción
En el sitio web del agregador de reseñas Rotten Tomatoes, el 100% de las reseñas de 48 críticos son positivas, con una calificación promedio de 8.0/10. El consenso del sitio web dice: "Hermosamente filmada y emocionalmente impactante, Luzzu usa la historia de un hombre para capturar las luchas de una región en una encrucijada cultural". En Metacritic, la película tiene una puntuación media ponderada de 79 sobre 100 basada en 13 reseñas críticas, lo que indica "críticas generalmente favorables".